# Crambe gordjagini
Crambe gordjagini là một loài thực vật có hoa trong họ Cải. Loài này được Sprygin & Popov mô tả khoa học đầu tiên năm 1916.